# العلاقات الأمريكية السورية

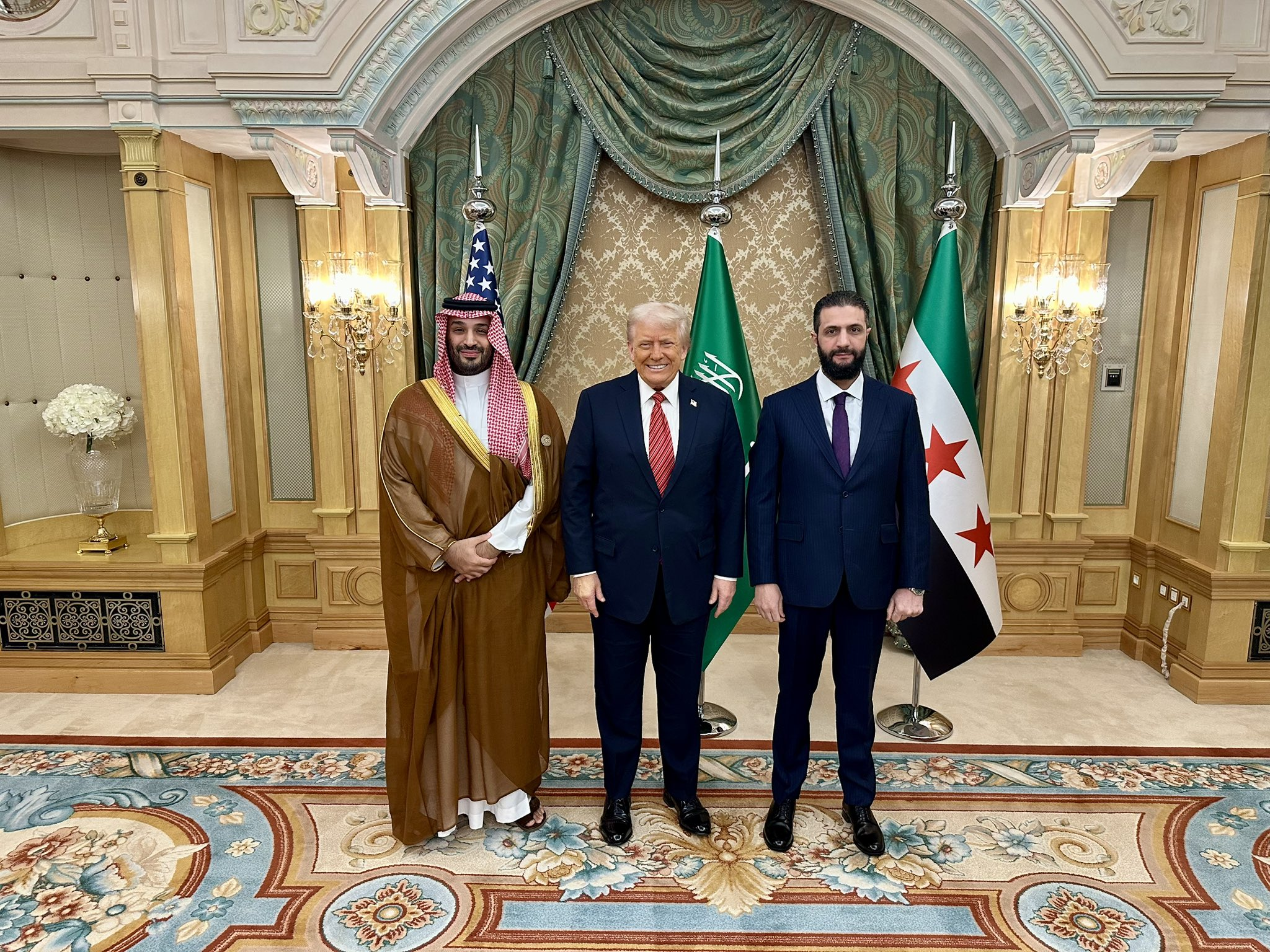
الرئيس السوري أحمد الشرع مع رئيس الولايات المتَّحدة دونالد ترامب وولي العهد السعودي محمد بن سلمان في العاصمة السعوديَّة الرياض عام 2025

العلاقات الأمريكية السورية هي العلاقات الثنائية بين الحكومة الأمريكية والحكومة السورية.

## تاريخ

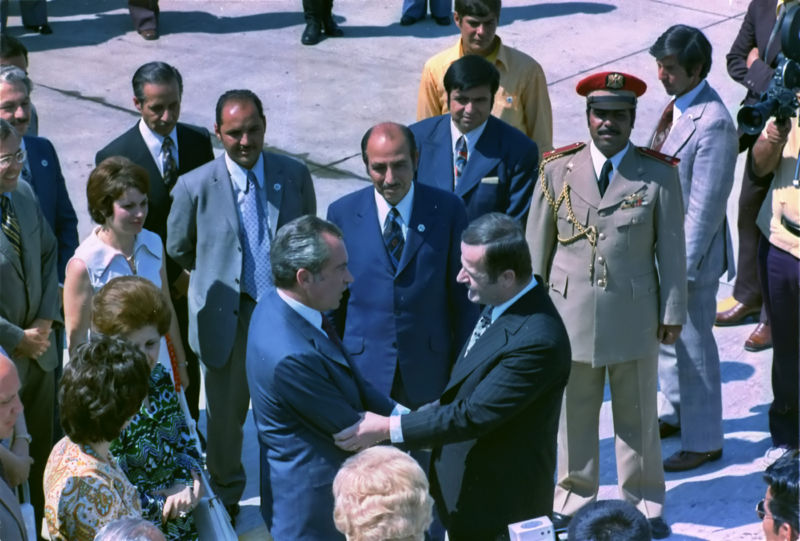
الرئيس الأمريكي ريتشارد نيكسون يحيي الرئيس السوري حافظ الأسد في دمشق عام 1973.

### في عهد جورج بوش
في أعقاب هجمات 11 سبتمبر 2001 في الولايات المتحدة، بدأت الحكومة السورية تعاونها المحدود مع الولايات المتحدة في الحرب على الإرهاب. وفي إحدى هذه الحالات، حذرت المخابرات السورية الولايات المتحدة من خطة لتنظيم القاعدة مماثلة لتفجير يو إس إس كول، والتي كانت تهدف إلى قيادة طائرة شراعية محملة بالمتفجرات نحو مقر الأسطول الخامس للبحرية الأمريكية في البحرين. وكانت سوريا واحدة من الوجهات الأكثر شيوعا للولايات المتحدة لإرسال أسرى خارج حدودها للتعذيب، وهو برنامج يعرف باسم «التسليم الاستثنائي».
وقد أدى المعارضة السورية لحرب العراق إلى تدهور العلاقات. ونشأ خلاف خطير لأن الحكومة السورية لم تمنع المقاتلين الأجانب من استخدام الحدود السورية لدخول العراق ورفضت ترحيل عناصر حكومة صدام حسين السابقة التي تدعم التمرد العراقي. وفي المقابل، أعرب المسؤولون السوريون عن قلقهم بسبب التدفق الكبير للاجئين العراقيين إلى بلدهم. ومن القضايا التي تثير قلق الولايات المتحدة تدخلها المستمر في الشؤون اللبنانية، وحمايتها لقيادة جماعات الرفض الفلسطينية في دمشق، وسجلها في مجال حقوق الإنسان، وسعيها إلى امتلاك أسلحة الدمار الشامل. وتضاءلت العلاقات بعد اغتيال رئيس الوزراء اللبناني السابق رفيق الحريري. وفي فبراير 2005، عشية اغتيال الحريري، استدعت الولايات المتحدة سفيرها إلى واشنطن.
في عام 2008، شنت وكالة المخابرات المركزية الأمريكية وقيادة العمليات الخاصة المشتركة الأمريكية غارة شبه عسكرية استهدفت تنظيم القاعدة في العراق في بلدة السكرية في البوكمال. وكشفت تقارير لاحقة عن وقوع ما يقرب من اثنتي عشرة عملية مماثلة في سوريا وباكستان وأماكن أخرى منذ إصدار أمر تنفيذي سري في عام 2004، وهو أمر شبكة القاعدة التنفيذي، سمح بمثل هذه البعثات، وينص على أن البعثات الموجودة في بلدان حساسة مثل سوريا وباكستان تتطلب موافقة رئاسية.

## التعاون الأمريكي السوري

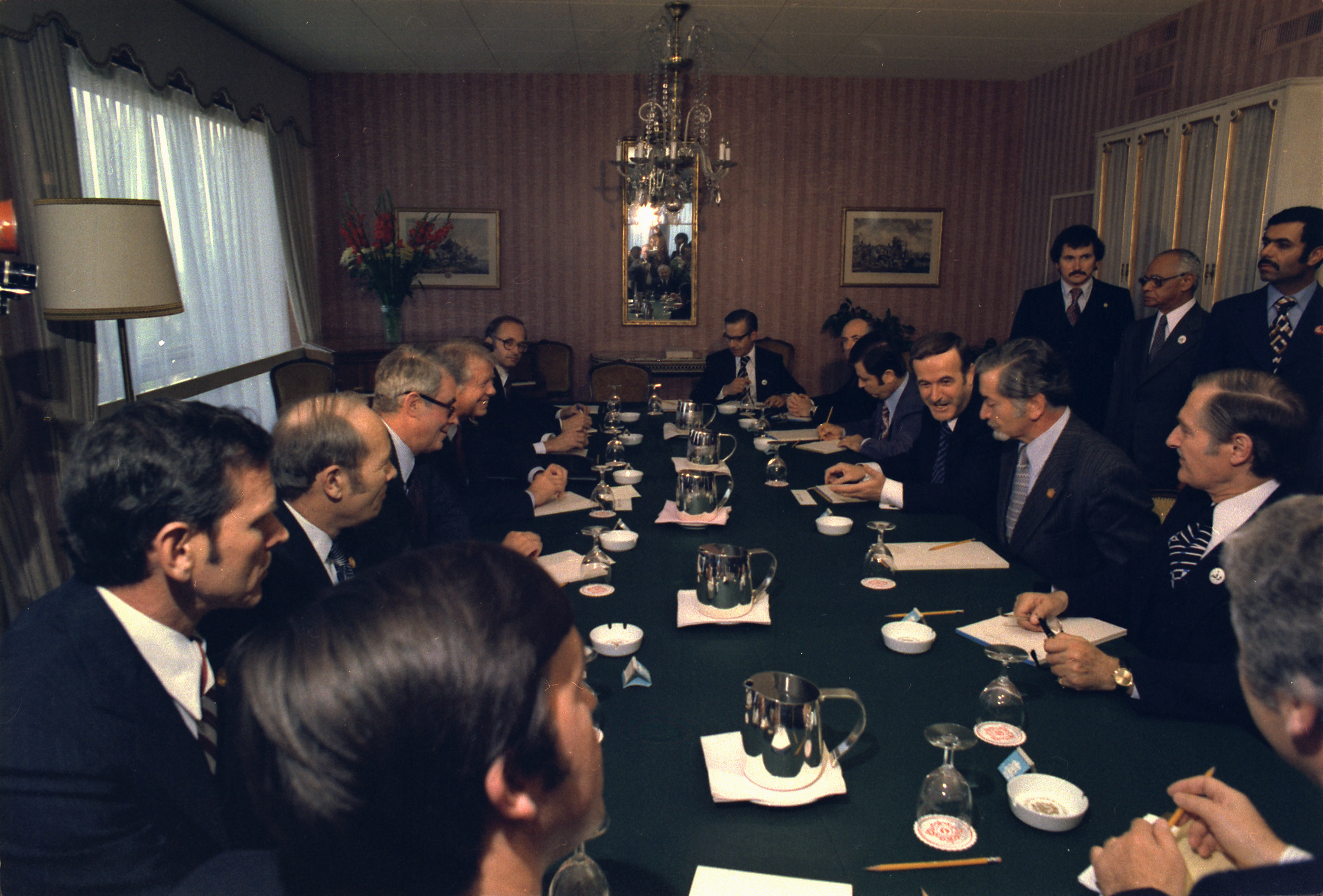
لقاء بين الرئيس السوري حافظ الأسد وجيمي كارتر ومسؤولين أميركيون وسوريون في 9 مايو 1977

الانفتاح الأمريكي على سوريا مشروط بمساهمتها في تحقيق الاستقرار في الشرق الأوسط، بهذا المضمون عبرت وزيرة الخارجية الأمريكية، هيلاري كلينتون يوم 24 فبراير 2010 أمام لجنة الموازنة في الكونغرس بقولها: «أكدنا للسوريين الحاجة إلى المزيد من التعاون حول العراق، ووقف التدخلات في لبنان ونقل أو تسليم سلاح إلى حزب الله، واستئناف المحادثات الإسرائيلية السورية». لكن الهدف الأهم الذي تسعى إليه واشنطن من وراء انفتاحها على دمشق هو إبعاد سوريا عن المحور الإيراني، إذ أفصحت كلينتون عن رغبة واشنطن في أن «تبدأ دمشق بالابتعاد في علاقتها عن إيران التي تتسبب في اضطرابات للمنطقة وللولايات المتحدة».
وهذا يثير التساؤل عن مدى واقعية الشروط الأمريكية، وفيما إذا كانت سوريا ستستجيب لها؛ عن ذلك يجيب الدكتور عمرو حمزاوي، الباحث في معهد كارنگي للسلام في بيروت في حديثه مع دويتشه فيله: «أشك في واقعية الطلب الأمريكي، لأن العلاقة السورية الإيرانية علاقة وثيقة استراتيجيا واقتصادياً وتجاريا» ويضيف حمزاوي بأن سوريا لا تملك حتى الآن رؤية واضحة لما يمكن أن تحصل عليه من الانفتاح الأمريكي عليها، هل هي معاهدة سلام مع إسرائيل أم غير ذلك؟ «وبالتالي نحن في مرحلة رمادية فيها انفتاح أمريكي سوري، ولكن فيها استمرار في العلاقة الخاصة بين سوريا وإيران».

## تمسك سوريا بعلاقاتها الإستراتيجية مع إيران
أما رد دمشق على طلب وزيرة الخارجية الأمريكية بالابتعاد عن طهران، فجاء على لسان الرئيس السوري بشار الأسد في المؤتمر الصحفي المشترك الذي عقده مع نظيره الإيراني أحمدي نجاد الذي كان في زيارة قصيرة إلى دمشق اليوم الخميس، إذ قال الأسد بتهكم: «نحن التقينا اليوم لنوقع اتفاقية ابتعاد بين سوريا وإيران»، وتابع «لكن بما أننا فهمنا الأمور خطأ ربما بسبب الترجمة أو محدودية الفهم فوقعنا اتفاقية إلغاء التأشيرات لا نعرف أكان هذا يتوافق مع ذاك». وبدوره أكد الرئيس الإيراني على عمق العلاقات السورية الإيرانية التي وصفها بالأخوية والعميقة وأنها تتطور وتتعمق أكثر فأكثر.
هذا ويرى الباحث في معهد كارنغي للسلام في بيروت أن تأثيرات الانفتاح الأمريكي على سوريا وتداعياته لن تقتصر على البلدين فقط، وإنما له تداعيات إقليمية مهمة تتعلق بطبيعة علاقات سوريا الإقليمية التي «كانت قريبة للغاية طوال الفترة الماضية من إيران، ومن أطراف أخرى كحزب الله وحماس، وكانت سوريا أحد الأطراف الفاعلة فيما سمي بمعسكر المقاومة العربية».

## ثمن التعاون
وفي حال استمرار تطور العلاقات السورية الأمريكية باتجاه التهدئة والتحسن واستجابة دمشق لمطالب واشنطن ولو نسبياً، فإنها ستتجه بدورها أيضاً بطلبات محددة إلى واشنطن وستطلب ثمناً غالياً لتعاونها معها في المنطقة. ويجمل حمزاوي في حديثه مع دويتشه فيله أبرز ما يمكن أن تطلبه دمشق بقوله: «المطلوب سوريا هو حل قضية الأرض السورية المحتلة من جانب إسرائيل أي مرتفعات الجولان، وبالتالي الانفتاح نحو إمكانية سلام بين سوريا وإسرائيل، وأن تعود سوريا إلى خانة العلاقات الطبيعية مع الغرب، وأن تقبل الولايات المتحدة بالدور المركزي لسوريا إقليميا في محيطها العربي والشرق أوسطي» ويصل حمزاوي إلى نتيجة مفادها أن الانفتاح الحقيقي على سوريا سيستغرق وقتاً وطالما أن الثمن «المتوقع أو المكسب المرجو غير واضح لدى السوريين حتى الآن، فلن يقبلوا بأن ترتهن علاقاتهم مع إيران بهذا الانفتاح المبدئي».
ورغم هذا الانفتاح المبدئي الذي ما زال في بداياته، فإن وزيرة الخارجية الأمريكية متفائلة بتحقيق المزيد من التقدم في علاقة بلادها مع سوريا؛ واستشهدت كلينتون أمام لجنة الموازنة في الكونغرس بالزيارات التي قام بها مسؤولون أمريكيون ووفود من الكونغرس إلى سوريا، وتسمية سفير أمريكي في دمشق وهو الأمر الذي ينهي خمسة أعوام من عدم وجود سفير أمريكي في سوريا. وقالت كلينتون «هناك انفراجة طفيفة، بالنسبة لنا يمكن أن نبني عليها». هذا وتجدر الإشارة إلى أن واشنطن شطبت مؤخراً اسم سوريا من قائمة الدول الممنوع السفر إليها، مع إبقائها على قائمة الدول الداعمة للإرهاب، وإبقاء العقوبات الاقتصادية المفروضة عليها.

## العقوبات الاقتصادية
فرضت الحكومة الأمريكية سلسلة من العقوبات الاقتصادية على سوريا. إن الشكل الرئيسي للعقوبات يؤدي إلى إدراج سوريا في قائمة الدول الراعية للإرهاب. وتشمل هذه التدابير العقوبات المقررة تشريعيا، بما في ذلك القعوبات المفروضة على الصادرات وعدم الأهلية لتلقي معظم أشكال المعونة الأمريكية أو شراء المعدات العسكرية الأمريكية.

### قانون محاسبة سوريا واستعادة السيادة اللبنانية
في مايو 2004، فرضت مجموعة شاملة من العقوبات الاقتصادية في ظل إدارة بوش. فرض قانون محاسبة سوريا واستعادة السيادة اللبنانية عقوبات على سوريا حظر معظم الصادرات إلى سوريا باستثناء المواد الغذائية والأدوية، وحظر على وجه التحديد تصدير معظم السلع التي تحتوي على أكثر من 10% من القطع المصنعة في الولايات المتحدة إلى سوريا. وفي مايو 2010، جدد الرئيس باراك أوباما هذه المجموعة من العقوبات ضد سوريا.

## المسؤولون الرسميون الأمريكيون
- السفير—شاغر
- مايكل كوربين - الملحق الثقافي
- رئيس البعثة بالإنابة—William Roebuck
- رئيس القطاع الاقتصادي/السياسية—Todd Holmstrom
- رئيس القسم القنصلي—Patricia Fietz
- إدارة القنصلية—John Finnegan
- مسئول العلاقات العامة—Chris Eccel
- Defense Attaché—Col. Norman Larson